# Landtagswahl in Mecklenburg-Vorpommern 2011
- Linke: 14
- SPD: 27
- Grüne: 7
- CDU: 18
- NPD: 5

Sitzordnung – 6. Legislaturperiode
- Regierung: 45
- Opposition: 26

Die Wahl zum 6. Landtag des Landes Mecklenburg-Vorpommern fand in 35 der 36 Landtagswahlkreise am 4. September 2011 statt, im Wahlkreis Rügen I wurde aufgrund des Todesfalls des CDU-Kandidaten Udo Timm erst am 18. September gewählt. Ebenfalls am 4. September 2011 trat die Kreisreform in Mecklenburg-Vorpommern in Kraft. Deshalb fanden an diesem Tag auch Kommunalwahlen statt, in denen die Kreistage und Landräte in den sechs neuen Landkreisen gewählt wurden.
Bei der Landtagswahl gaben mit 51,5 Prozent der Wahlberechtigten so wenige Menschen wie nie zuvor seit 1990 ihre Stimme ab. Die SPD gewann deutlich vor der CDU und der Linken. Bündnis 90/Die Grünen zog erstmals, die NPD wieder in den Landtag ein, die FDP scheiterte an der Fünf-Prozent-Hürde. Nach der Wahl einigten sich SPD und CDU auf eine Fortsetzung der großen Koalition unter Ministerpräsident Erwin Sellering (Kabinett Sellering II).

## Wahlverfahren
Die rechtlichen Grundlagen für die Vorbereitung und Durchführung der Wahl zum Landtag in Mecklenburg-Vorpommern sind insbesondere durch die Verfassung des Landes Mecklenburg-Vorpommern und das Landes- und Kommunalwahlgesetz (LKWG) geregelt.
Bei der Landtagswahl handelt es sich um eine personalisierte Verhältniswahl ähnlich der Bundestagswahl. Der Landtag besteht aus grundsätzlich 71 Sitzen, die nach dem Hare/Niemeyer-Verfahren im Verhältnis der Zweitstimmen auf die Parteien verteilt werden. 36 Mandate gehen an mit relativer Mehrheit der Erststimmen gewählte Direktkandidaten. Die Direktmandate werden – soweit möglich – auf den Sitzanspruch der Parteien angerechnet, weitere Mandate werden über geschlossene Landeslisten vergeben. Gewinnt eine Partei in den Wahlkreisen mehr Mandate, als ihr nach dem Zweitstimmenverhältnis zustehen, verbleiben diese der Partei (Überhangmandate), die übrigen Parteien erhalten Ausgleichsmandate. Es gilt eine Fünf-Prozent-Hürde, eine Grundmandatsklausel gibt es nicht. Die Wahlperiode beträgt seit der Landtagswahl 2006 fünf Jahre, zuvor waren es vier Jahre.
Das aktive wie das passive Wahlrecht haben alle volljährigen Deutschen, die seit mindestens 37 Tagen ihren Hauptwohnsitz in Mecklenburg-Vorpommern haben. Etwa 1,4 Millionen Menschen hatten bei der Landtagswahl Stimmrecht.
Im Zusammenhang mit der in Schleswig-Holstein vor dem dortigen Landesverfassungsgericht beanstandeten Mandatsverteilung nach der Landtagswahl 2009 wurden auch in Mecklenburg-Vorpommern Forderungen nach einer Änderung der entsprechenden gesetzlichen Regelung laut. Die Linke sowie Bündnis 90/Die Grünen forderten vor diesem Hintergrund zudem ein Wahlrecht ab 16 Jahren.
Der Landtagsabgeordnete und Direktkandidat der CDU im Wahlkreis Rügen I, Udo Timm, starb zwei Wochen vor der Wahl. Die Wahl wurde in diesem Wahlkreis deshalb auf den 18. September verschoben.

## Ausgangssituation vor der Wahl

### Parteien und Kandidaten
Für Landeslisten- und Kreiswahlvorschläge von nicht im Bundestag oder im Landtag vertretenen Parteien waren – ebenso wie für Kreiswahlvorschläge von Einzelbewerbern – die Unterschriften von mindestens 100 Wahlberechtigten des jeweiligen Gebietes, für das der Wahlvorschlag eingereicht wurde, erforderlich. Zur Wahl traten 16 Parteien an:
| Kürzel       | Partei                                                                                          | Spitzenkandidat      | Direkt-/Listen- kandidaten | Zahl der Mitglieder | Ergebnis 2006 (in %) |
| ------------ | ----------------------------------------------------------------------------------------------- | -------------------- | -------------------------- | ------------------- | -------------------- |
| SPD          | Sozialdemokratische Partei Deutschlands                                                         | Erwin Sellering      | 36/32                      | 2.802 (Stand: 2011) | 30,2                 |
| CDU          | Christlich Demokratische Union Deutschlands                                                     | Lorenz Caffier       | 36/50                      | 6.013 (Stand: 2011) | 28,8                 |
| DIE LINKE    | Die Linke                                                                                       | Helmut Holter        | 34/34                      | 5.460 (Stand: 2011) | 16,8                 |
| FDP          | Freie Demokratische Partei                                                                      | Gino Leonhard        | 36/28                      | 1.050 (Stand: 2011) | 9,6                  |
| NPD          | Nationaldemokratische Partei Deutschlands                                                       | Udo Pastörs          | 36/20                      | 400 (Stand: 2009)   | 7,3                  |
| GRÜNE        | Bündnis 90/Die Grünen                                                                           | Silke Gajek          | 36/27                      | 550 (Stand: 2011)   | 3,4                  |
| FAMILIE      | Familien-Partei Deutschlands                                                                    | Arne Gericke         | 2/5                        | 30 (Stand: 2011)    | 1,2                  |
| PBC          | Partei Bibeltreuer Christen                                                                     | Uwe Seppmann         | –/3                        | 27 (Stand: 2011)    | 0,2                  |
| AB           | Alternatives Bündnis für soziale Gerechtigkeit Mecklenburg-Vorpommern                           | Wolfhard Molter      | –/3                        | 40 (Stand: 2011)    | 0,1                  |
| APD          | Arbeiter-Arbeiterinnen Partei Deutschland                                                       | Hartmut Rusin        | –/1                        |                     | 0,1                  |
| AUF          | AUF – Partei für Arbeit, Umwelt und Familie                                                     | Christian Hauser     | 1/10                       |                     | –                    |
| REP          | Die Republikaner                                                                                | Karsten Wengelinski  | –/11                       |                     | –                    |
| FREIE WÄHLER | Freie Wähler                                                                                    | Silvio Horn          | 18/18                      | 65 (Stand: 2011)    | –                    |
| ödp          | Ökologisch-Demokratische Partei                                                                 | Christian Lantermann | –/5                        | 16 (Stand: 2010)    | –                    |
| Die PARTEI   | Partei für Arbeit, Rechtsstaat, Tierschutz, Eliten- förderung und basisdemokratische Initiative | Heike Zeilinger      | –/6                        | 50 (Stand: 2011)    |                      |
| PIRATEN      | Piratenpartei Deutschland                                                                       | Matthias Bahner      | 2/11                       | 240 (Stand: 2011)   | –                    |
| –            | –                                                                                               | Einzelbewerber       | 4/–                        | –                   | –                    |

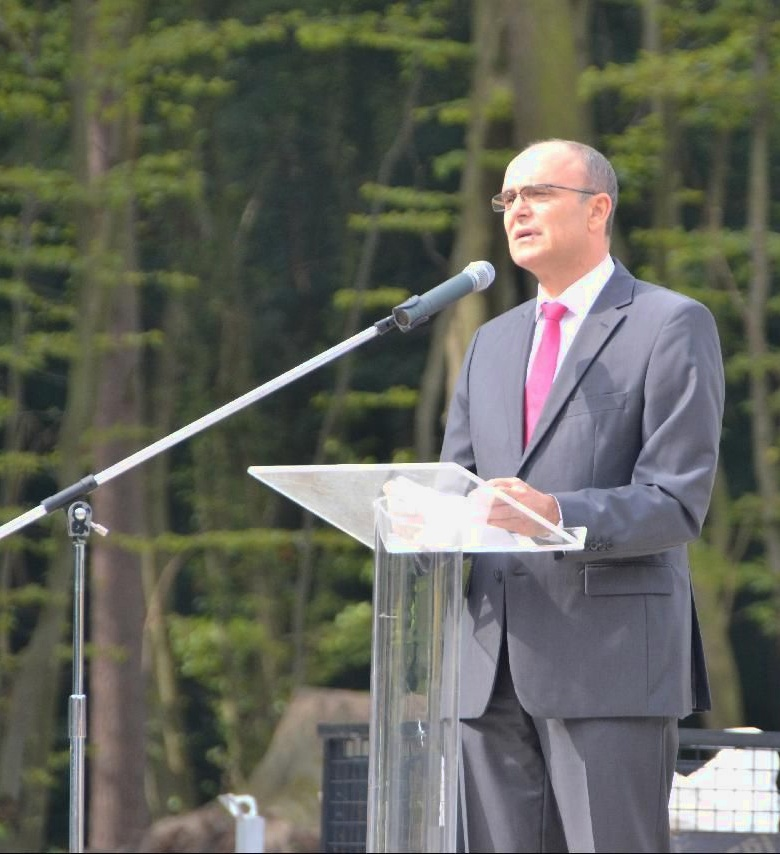
Erwin Sellering (SPD)

Als letzte der etablierten Parteien wählte die SPD am 14. Mai 2011 ihre Landesliste. Erwartungsgemäß trat der Ministerpräsident und Landesparteivorsitzende Erwin Sellering als Spitzenkandidat an, gefolgt von Sozialministerin Manuela Schwesig, Fraktionschef Norbert Nieszery und Landtagspräsidentin Sylvia Bretschneider. Sellering, der das Amt des Ministerpräsidenten erst in der Mitte der Legislaturperiode von dem populären Harald Ringstorff übernommen hatte, ist der erste Regierungschef mit westdeutscher Biografie in Mecklenburg-Vorpommern.

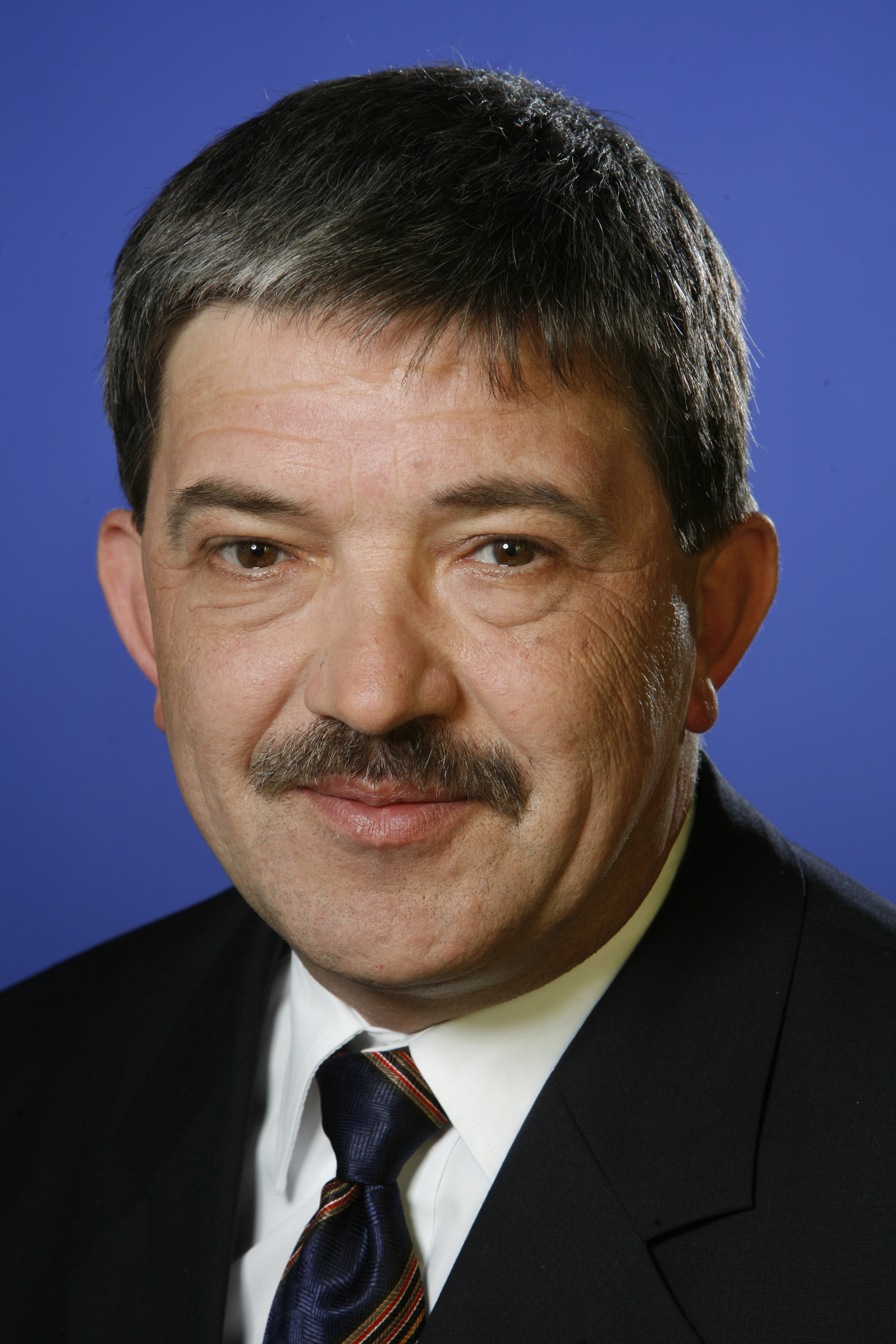
Lorenz Caffier (CDU)

Der Landesvorstand der CDU nominierte am 18. September 2009 den Innenminister und Landesparteichef Lorenz Caffier. Am 22. Januar 2011 wurde seine Spitzenkandidatur auf einem Landesparteitag in Güstrow mit 90,8 Prozent der Stimmen bestätigt und die Landesliste aufgestellt. Die Listenplätze hinter Caffier nahmen Fraktionschef Harry Glawe, Generalsekretär Vincent Kokert, die Abgeordnete Beate Schlupp und Wirtschaftsminister Jürgen Seidel ein. Unter den ersten zehn Kandidaten waren zwei Frauen. Bis auf drei Ausnahmen wurden bis Ende 2010 alle Direktkandidaten bestimmt.

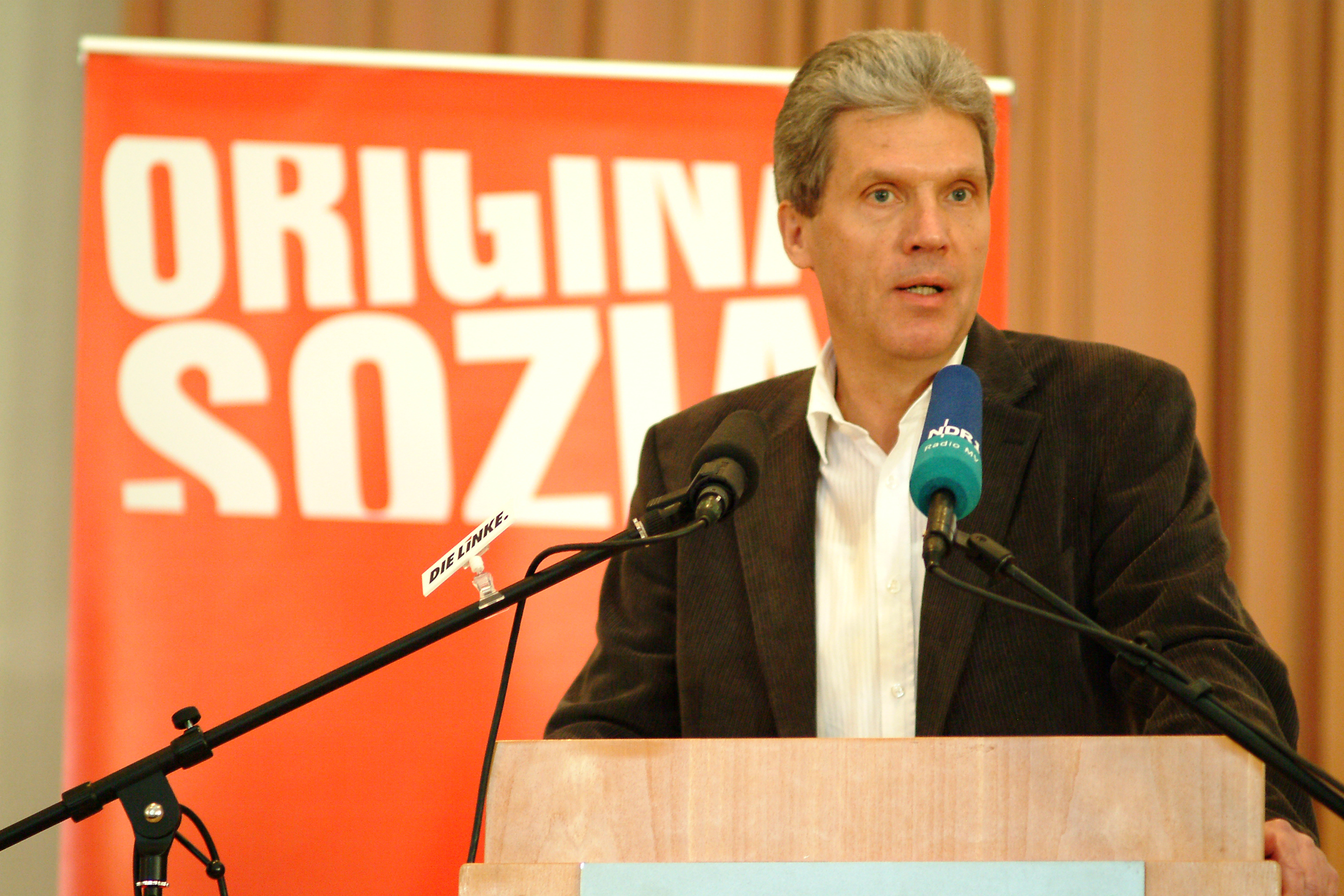
Helmut Holter (Die Linke)

Die Linke wählte den früheren Arbeitsminister Helmut Holter am 10. April 2011 mit 93 Prozent Zustimmung auf den ersten Listenplatz. Bei der Aufstellung der Listenkandidaten mussten auf einen Oppositionskurs setzende „Fundis“ gegen die auf eine Regierungszusammenarbeit mit der SPD ausgerichteten „Realos“ Niederlagen hinnehmen. So scheiterte Birgit Schwebs, die von einer parteiinternen Findungsgruppe für Listenplatz zwei vorgeschlagene Landtagsabgeordnete und Vertreterin der Antikapitalistischen Linken, gegen die relativ unbekannte, vom Parteivorstand nominierte Bildungsexpertin Simone Oldenburg. Auch bei Kampfkandidaturen um Platz drei, sieben und neun fiel Schwebs gegen Jacqueline Bernhardt, Jeannine Rösler und Mignon Schwenke durch. Als einziges Mitglied der Antikapitalistischen Linken wurde Torsten Koplin auf einen aussichtsreichen Listenplatz (Platz sechs) gewählt. Die ehemalige Sozialministerin Marianne Linke, die als Widersacherin Holters galt, scheiterte bei der Wahl um Listenplatz fünf gegen die parlamentarische Geschäftsführerin der Linksfraktion Regine Lück. Der Parteivordenker, Wahlkampfmanager und ehemalige Europaabgeordnete André Brie setzte sich auf Platz acht gegen den ehemaligen Landtagsabgeordneten und Holter-Kritiker Gerd Walther durch. Der Verlauf des Listenparteitages und die Auseinandersetzungen der Flügel führten zu erheblicher Unruhe in der Partei. So trat unter anderen Birgit Schwebs von allen Ämtern zurück, der langjährige Landtagsabgeordnete und Chef der Linksfraktion in der Greifswalder Bürgerschaft, Gerhard Bartels, trat aus der Partei aus. Der Landesvorstand der Partei Die Linke erneuerte einen Beschluss von 1991, nach dem alle Kandidaten für die Landtagswahl dazu verpflichtet wurden, eine mögliche Stasi-Mitarbeit im Vorfeld öffentlich zu erklären. Damit zog die Partei Konsequenzen aus Enthüllungen um die hauptamtliche Landesschatzmeisterin Renate Malchow, die über 20 Jahre lang ihre IM-Vergangenheit verschwiegen hatte und nach Bekanntwerden ihrer Stasi-Mitarbeit von ihrem Posten zurückgetreten war. Der 31-jährige Landesparteichef Steffen Bockhahn sieht besonders die ältere Generation der Partei – der Altersdurchschnitt lag zur Zeit der Wahl bundesweit bei 68 Jahren – gefordert. Im Falle einer weiteren „Salamitaktik“ älterer Mitglieder bei der Veröffentlichung früherer Stasitätigkeiten erwog er sogar, auf sein Amt zu verzichten. Offengelegte Tätigkeiten für das MfS seien dagegen kein Ausschlussgrund von der Landesliste oder aus dem Landesvorstand. Als einzige der großen Parteien trat die Linke nicht in allen Wahlkreisen mit Direktkandidaten an, da die nötigen Wahlunterlagen für zwei Kandidaten nicht fristgerecht eingereicht wurden.
Die FDP wählte auf einer Landesvertreterversammlung am 1. und 2. April 2011 in Klink den bisherigen parlamentarischen Geschäftsführer der Landtagsfraktion, Gino Leonhard, auf Listenplatz eins. Zunächst hatte der Spitzenkandidat von 2006 und Fraktionsvorsitzende der FDP im Landtag, Michael Roolf, ohne Gegenkandidaten eine Mehrheit auf dem Parteitag verfehlt. Daraufhin trat er nicht erneut an und erklärte, auch nicht mehr für den Landtag kandidieren zu wollen. Auf die folgenden Listenplätze wurden Thomas Heldberg, Toralf Schnur, Sigrun Reese, René Domke, Rolando Schadowski, David Wulff und Daniel Bohl gewählt. Die gescheiterte Wahl Roolfs sorgte für erhebliche Unruhe in der Partei und einen Machtkampf zwischen Roolf und dem Parteivorsitzenden Christian Ahrendt. Ziel der Landes-FDP war es, mit stark landesbezogenen Themen und einem darauf fokussierten Wahlkampf das Ergebnis der Landtagswahl 2006 bei der Wahl 2011 zu bestätigen.

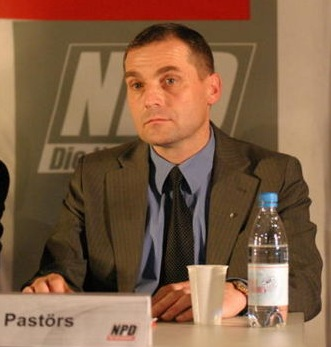
Udo Pastörs (NPD)

Für die NPD ging es darum, erneut in den Landtag einzuziehen. Außer in Mecklenburg-Vorpommern stellte sie nur im sächsischen Landtag eine Fraktion. Bei der Landtagswahl in Sachsen-Anhalt im März 2011 war die Partei dagegen trotz erheblichen Aufwandes an der Fünf-Prozent-Hürde gescheitert. Die Landesliste der NPD wurde im November 2010 bei einem Landesparteitag aufgestellt, der an einem geheim gehaltenen Ort stattfand. Spitzenkandidat war erneut Udo Pastörs, auf den weiteren Plätzen folgten Tino Müller, Michael Andrejewski und der Landesvorsitzende Stefan Köster. Nicht mehr vertreten waren dagegen die beiden Landtagsabgeordneten Birger Lüssow und Raimund Borrmann. Sämtliche Listenplätze waren, wie alle Positionen im Landesvorstand, mit Männern besetzt. Stärker als in früheren Jahren waren Kameradschaften vertreten, weshalb Beobachter mit einem radikaleren und deutlich aggressiveren Wahlkampf als 2006 rechneten.

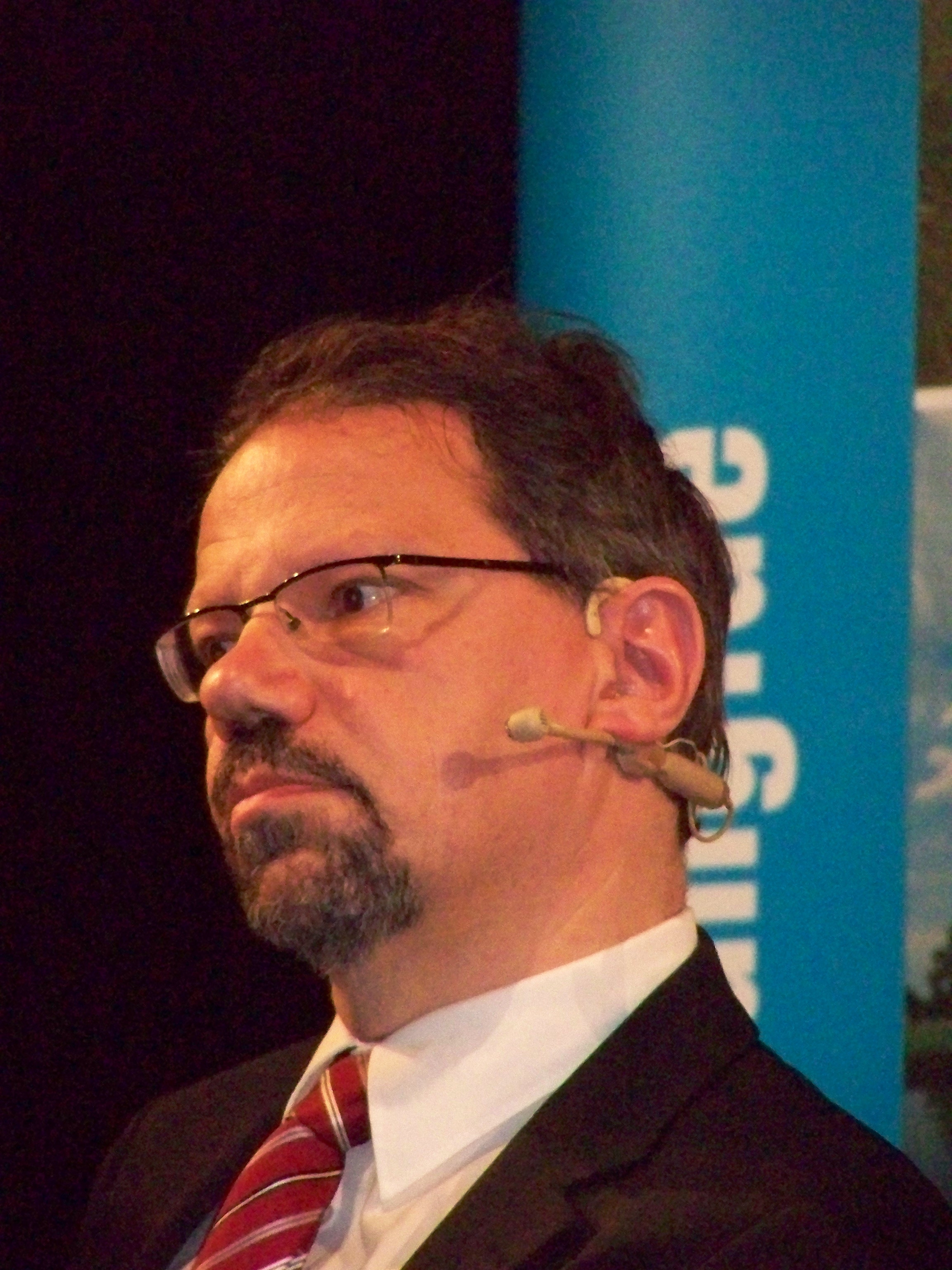
Jürgen Suhr (Bündnis 90/Die Grünen)

Bündnis 90/Die Grünen rechneten sich gute Chancen aus, erstmals in den Landtag einzuziehen, und peilten ein Ergebnis von sieben Prozent der Wählerstimmen an. Die beiden Landesvorsitzenden Silke Gajek und Jürgen Suhr wurden auf einer Landesdelegiertenkonferenz am 6. November 2010 auf die ersten beiden Listenplätze gewählt. Dahinter folgten Ulrike Berger, Johann-Georg Jaeger, Ursula Karlowski und Johannes Saalfeld.

### Wahlergebnisse in Mecklenburg-Vorpommern seit 2006
In der fünften Legislaturperiode regierte in Schwerin eine Koalition aus SPD und CDU, die das Kabinett Sellering I bildete. Erwin Sellering hatte das Amt des Ministerpräsidenten während der laufenden Legislaturperiode im Oktober 2008 von Harald Ringstorff übernommen. Außer der SPD (23 Sitze) und der CDU (22 Sitze) waren als Oppositionsfraktionen Die Linke (13 Sitze), die FDP (7 Sitze) und die NPD (6 Sitze) im Landtag vertreten, Bündnis 90/Die Grünen waren bei der Landtagswahl 2006 an der Fünf-Prozent-Hürde gescheitert.
In der folgenden Tabelle sind alle Parteien aufgeführt, die bei einer der letzten Wahlen seit 2006 mindestens 1,0 % auf Landesebene erreichten.
| Partei           | Landtag 17.09.2006    | Kommunal 07.06.2009 | Europa 07.06.2009 | Bundestag 27.09.2009 |
| ---------------- | --------------------- | ------------------- | ----------------- | -------------------- |
| SPD              | 30,2 %                | 19,3 %              | 16,7 %            | 16,6 %               |
| CDU              | 28,8 %                | 31,8 %              | 32,3 %            | 33,1 %               |
| Die Linke        | PDS 16,8 % WASG 0,5 % | 21,6 %              | 23,5 %            | 29,0 %               |
| FDP              | 09,6 %                | 08,7 %              | 07,6 %            | 09,8 %               |
| NPD              | 07,3 %                | 03,2 %              | —                 | 03,3 %               |
| GRÜNE            | 03,4 %                | 05,0 %              | 05,5 %            | 05,5 %               |
| PIRATEN          | —                     | —                   | 00,8 %            | 02,3 %               |
| REP              | —                     | 00,0 %              | 01,4 %            | 00,2 %               |
| FAMILIE          | 01,2 %                | —                   | 02,4 %            | —                    |
| RENTNER          | —                     | —                   | 01,6 %            | —                    |
| Tierschutzpartei | —                     | —                   | 01,3 %            | —                    |
| DVU              | —                     | —                   | 01,0 %            | —                    |
| Wahlbeteiligung  | 59,1 %                | 46,6 %              | 46,4 %            | 63,0 %               |

### Umfragen
Für die Sonntagsfrage („Wen würden Sie wählen, wenn am nächsten Sonntag Landtagswahl wäre?“) gaben die Demoskopen seit 2009 folgende Werte an:
| Institut                | Datum      | SPD  | CDU  | LINKE  | FDP   | NPD   | GRÜNE | Sonstige |
| ----------------------- | ---------- | ---- | ---- | ------ | ----- | ----- | ----- | -------- |
| Forschungsgruppe Wahlen | 26.08.2011 | 35 % | 28 % | 16,5 % | 4 %   | 4,5 % | 8 %   | 4 %      |
| Infratest dimap         | 25.08.2011 | 36 % | 26 % | 17 %   | 4,5 % | 4,5 % | 8 %   | 4 %      |
| Forsa                   | 24.08.2011 | 34 % | 27 % | 17 %   | 5 %   | 5 %   | 7 %   | 5 %      |
| Infratest dimap         | 19.08.2011 | 37 % | 28 % | 17,5 % | 3,5 % | 4 %   | 7 %   | 3 %      |
| Emnid                   | 14.08.2011 | 34 % | 28 % | 19 %   | 4 %   | 4 %   | 7 %   | 4 %      |
| Emnid                   | 07.08.2011 | 34 % | 29 % | 19 %   | 3 %   | n. a. | 7 %   | 8 %*     |
| Infratest dimap         | 04.08.2011 | 34 % | 30 % | 18 %   | 3 %   | 4 %   | 8 %   | 3 %      |
| Infratest dimap         | 29.06.2011 | 34 % | 30 % | 17 %   | 4 %   | 4 %   | 8 %   | 3 %      |
| Infratest dimap         | 13.04.2011 | 34 % | 27 % | 20 %   | 3 %   | 3 %   | 10 %  | 3 %      |
| Emnid                   | 03.03.2011 | 34 % | 29 % | 17 %   | 5 %   | 4 %   | 6 %   | 4 %      |
| Forsa                   | 21.01.2011 | 32 % | 29 % | 15 %   | 6 %   | 5 %   | 8 %   | 5 %      |
| Infratest dimap         | 15.05.2009 | 25 % | 32 % | 22 %   | 10 %  | 4 %   | 5 %   | 2 %      |
| polis+sinus             | 13.01.2009 | 27 % | 30 % | 23 %   | 11 %  | 4 %   | 3 %   | 2 %      |

* davon für rechte Parteien: 4 %.
Wäre der Ministerpräsident direkt gewählt worden, hätten die Spitzenkandidaten der großen Parteien laut Umfragen folgende Ergebnisse erzielt:
| Institut        | Datum      | Erwin Sellering (SPD) | Lorenz Caffier (CDU) | Helmut Holter (Linke) |
| --------------- | ---------- | --------------------- | -------------------- | --------------------- |
| Infratest dimap | 04.09.2011 | 64 %                  | 15 %                 | n. a.                 |
| Infratest dimap | 25.08.2011 | 62 %                  | 17 %                 | n. a.                 |
| Infratest dimap | 19.08.2011 | 70 %                  | 17 %                 | n. a.                 |
| Infratest dimap | 29.06.2011 | 67 %                  | 12 %                 | n. a.                 |
| Infratest dimap | 13.04.2011 | 64 %                  | —                    | 18 %                  |
| Infratest dimap | 13.04.2011 | 65 %                  | 15 %                 | —                     |
| Emnid           | 03.03.2011 | 49 %                  | 11 %                 | 9 %                   |

## Themen

### Wichtigste Themen und Kompetenzzuschreibungen
Infratest dimap ermittelte mehrfach die nach Meinung der Wähler wichtigsten Themen in Mecklenburg-Vorpommern. Eine Umfrage im Erhebungszeitraum vom 12. bis zum 17. August 2011 ergab folgendes Ergebnis:
| Thema                                  | Ergebnis |
| -------------------------------------- | -------- |
| Arbeitslosigkeit                       | 69 %     |
| Bildung / Schule / Ausbildung          | 25 %     |
| Löhne / Höhe der Gehälter              | 12 %     |
| Familienpolitik / Kinderbetreuung      | 11 %     |
| Abwanderung aus Mecklenburg-Vorpommern | 7 %      |
| Wirtschaftliche Situation              | 6 %      |
| Soziale Ungerechtigkeit                | 6 %      |
| Renten / Altersversicherung            | 4 %      |
| Gesundheit                             | 4 %      |

Auf die Frage, welcher Partei sie in welchen Politikfeldern die größte Kompetenz zutrauten, antworteten die Befragten einer Umfrage von infratest dimap im April 2011:
| Thema                                                    | SPD  | CDU  | LINKE | FDP | GRÜNE | Keiner Partei/ weiß nicht |
| -------------------------------------------------------- | ---- | ---- | ----- | --- | ----- | ------------------------- |
| Arbeitsplätze sichern und neue schaffen                  | 35 % | 29 % | 6 %   | 1 % | 2 %   | 25 %                      |
| Die Wirtschaft in Mecklenburg-Vorpommern voranbringen    | 32 % | 36 % | 6 %   | 2 % | 2 %   | 20 %                      |
| Eine gute Schul- und Bildungspolitik betreiben           | 39 % | 20 % | 14 %  | 1 % | 4 %   | 20 %                      |
| Für soziale Gerechtigkeit sorgen                         | 39 % | 14 % | 22 %  | 1 % | 4 %   | 17 %                      |
| Eine gute Umweltpolitik betreiben                        | 17 % | 12 % | 5 %   | 1 % | 50 %  | 14 %                      |
| Für verlässliche und bezahlbare Energie sorgen           | 24 % | 20 % | 3 %   | 1 % | 24 %  | 27 %                      |
| Die wichtigsten Probleme in Mecklenburg-Vorpommern lösen | 32 % | 26 % | 8 %   | 1 % | 3 %   | 27 %                      |

### Wahlprogramme und Debatten
Die Schwerpunkte im als „Regierungsprogramm 2011–2016“ bezeichneten Wahlprogramm der SPD bildeten die Themen Wirtschaft, Arbeit, Energiewandel, soziale Gerechtigkeit, Familie und Bildung.
Im Mai 2011 beschloss die CDU auf einem Parteitag einstimmig ihr 30-seitiges Wahlprogramm mit dem Titel „Klar und entschlossen“. Neben der Bildungspolitik standen die Finanzen und der Bevölkerungswandel im Mittelpunkt des Wahlkampfes. Im November und Dezember 2010 hatten sich rund 20 Prozent der Christdemokraten an einer schriftlichen Mitgliederbefragung beteiligt, die unter anderem thematische Präferenzen zum Inhalt hatte.
An erster Stelle im 30-seitigen Programm der Linken standen beschäftigungs- und wirtschaftspolitische Forderungen mit Vorschlägen für eine veränderte Wirtschaftsförderung. Weitere Ziele der Linken waren jeweils mehr soziale Gerechtigkeit, Umweltschutz und demokratische Mitwirkung. Verschiedene Streitigkeiten in der Partei, bei denen sich teilweise inhaltliche und persönliche Differenzen vermischten, behinderten den Wahlkampf. Nach dem Flügelstreit bei der Kandidatenaufstellung und einer vorhergehenden Stasi-Debatte gehörten dazu Auseinandersetzungen um die Bewertung des Mauerbaus, sowie Differenzen zwischen Landesparteichef Steffen Bockhahn und dem Bundesvorsitzenden Klaus Ernst.
Anfang April 2011 wurde das Wahlprogramm der FDP beschlossen. Die wichtigsten Themen waren der wirtschaftliche Aufholprozess Mecklenburg-Vorpommerns gegenüber den alten Bundesländern und die Verbesserung der Bildungschancen der Kinder und Jugendlichen im bundesweiten Vergleich. Ein weiterer Schwerpunkt lag auf dem Erhalt der bürgerlichen Freiheiten und des Datenschutzes.
Den breitesten Raum im Wahlprogramm von Bündnis 90/Die Grünen, das am 2. und 3. April 2011 verabschiedet wurde, nahm der Komplex Wirtschaft und Umwelt ein. Weitere wichtige Themen waren eine klimafreundliche Politik, Bildung, die Grundsicherung der Bürger und soziale Gerechtigkeit. Das Wahlprogramm der Grünen war mit 144 Seiten mit Abstand das umfangreichste aller Parteien.

### Wirtschaft, Arbeit, Finanzen
Eine Umfrage im April 2011 ergab, dass 50 Prozent der Befragten die Bekämpfung der Arbeitslosigkeit als dringendstes Problem in Mecklenburg-Vorpommern ansahen. Acht Prozent nannten die allgemeine wirtschaftliche Situation des Landes, drei Prozent die Entwicklung der Löhne. Mit im Detail sehr unterschiedlichen Akzentuierungen wollten alle konkurrierenden Parteien den Themenkomplex Wirtschaft-Arbeit-Finanzen in ihren Wahlprogrammen herausstellen.
Die SPD forderte in ihrem Wahlprogramm gleichen Lohn für gleiche Arbeit von Männern und Frauen in Ost und West sowie einen gesetzlichen Mindestlohn von 8,50 Euro. Es würde ein sozialer Arbeitsmarkt mit öffentlich geförderter sozialversicherungspflichtiger Beschäftigung benötigt. Nach dem Willen der SPD sollten Fördermittel in Zukunft gezielter eingesetzt werden. Sie setzte vor allem auf Innovationen, Sektoren mit Entwicklungschancen (Tourismus, Landwirtschaft, Gesundheitswirtschaft und Biotechnologie, Werften und Häfen, erneuerbare Energien sowie im verarbeitenden Gewerbe) und auf die wirtschaftlichen Zentren des Landes.
Der Idee eines Mindestlohns erteilte die CDU eine Absage, da über Löhne der Markt entscheide. Die Christdemokraten sprachen sich gegen einen öffentlichen Sektor aus, wollten aber in der aktiven Arbeitsmarktpolitik mit „Ausbildung statt Hartz IV“ und „Arbeit statt Hartz IV“ zwei neue Programme auflegen, um mit individuellen Förderplänen jungen Menschen und Langzeitarbeitslosen den Weg auf den ersten Arbeitsmarkt zu ebnen. Die Union beabsichtigte, vor allem kleinere und inhabergeführte Unternehmen des verarbeitenden Gewerbes zu stärken sowie Forschung und Entwicklung zu fördern. Auch die CDU betonte die Chancen im Tourismus und in der Gesundheitswirtschaft.
Mit einem branchenübergreifenden Mindestlohn von zehn Euro wollte die Linke den Niedriglöhnen und der in Mecklenburg-Vorpommern weit verbreiteten prekären Beschäftigung entgegenwirken. Als arbeitsmarktpolitisches Instrument sollte wieder ein öffentlich geförderter Beschäftigungssektor eingeführt werden. Finanziert aus EU-, Bundes- und Landesmitteln sollten in Kultur, Soziales, Sport und Umweltschutz 1.500 Stellen geschaffen werden. Die Linke wollte die klassische einzelbetriebliche Förderung reduzieren und stattdessen Rückflüsse aus Darlehen in einen neu zu gründenden „Fonds für sozial-ökologische Innovation“ lenken, mit dem die Wirtschaft sozial-ökologisch umgebaut werden sollte.
Die FDP machte in ihrem Landtagswahlprogramm keine Aussagen zum Thema Mindestlohn, jedoch sperrte sich die Partei bundesweit gegen dessen Einführung. In der Wirtschaftspolitik setzten die Liberalen auf das Prinzip „Privat vor Staat“ und auf eine „Politik der offenen Arme“, mit der neue Investoren ins Land gelockt werden sollten. Die Liberalen sahen in einem öffentlich geförderten Beschäftigungssektor eine „Ausweitung der Kommunal- und Staatswirtschaft“ und setzte als Brücke in den ersten Arbeitsmarkt vor allem auf die Zeitarbeit und bessere Weiterbildungsangebote.
Mit einem klimafreundlichen Arbeitsmarktprogramm wollten die Grünen innerhalb von zehn Jahren 26.000 neue Arbeitsplätze schaffen. Die Grünen forderten einen Mindestlohn und wollten die Zeitarbeit stärker regulieren, um die Stammbelegschaften vor billiger Konkurrenz zu schützen. Zudem waren sie für einen öffentlichen Beschäftigungssektor und individuelle Förderprogramme, für die sich vor allem die Bereiche Umweltschutz, Naturpflege und Gemeinwesenarbeit anböten sowie all die Tätigkeitsfelder, die bis zur Abschaffung der Wehrpflicht von Zivildienstleistenden abgedeckt worden waren. Dabei beschäftigte Langzeitarbeitslose sollten auch tariflich entlohnt werden. Finanziert werden sollten die Forderungen durch Umschichtungen im Etat. Ein Beispiel sinnloser Subventionen sei der Flughafen Barth. Die Grünen sprachen sich für eine Mittelstandsförderung aus, große Investoren sollten dagegen nicht weiter angelockt und auf der grünen Wiese angesiedelt werden.
Die NPD wollte ausländischen Arbeitnehmern nur dann eine Arbeitserlaubnis erteilen, wenn für den zu besetzenden Arbeitsplatz kein deutscher Arbeitnehmer zur Verfügung gestanden hätte. Die Partei lehnte die Arbeitnehmerfreizügigkeit in der Europäischen Union ab und setzte sich für den Austritt Deutschlands aus der EU ein. Sie forderte einen allgemeingültigen gesetzlichen Mindestlohn. Grundsätzlich warnte die NPD vor dem „herrschenden kapitalistischen System“. Durch staatliche Lenkung sollten Privatisierungen zurückgenommen und „Volkseigentum“ erhalten werden.

### Energie
Die Castor-Transporte und die Einlagerung radioaktiven Abfalls in das Zwischenlager Nord bei Lubmin waren in der öffentlichen Debatte und in den Kampagnen der Grünen, der Linkspartei sowie zunehmend der SPD sehr präsent, während sich die Landesverbände der CDU und der FDP hinter die Atompolitik der schwarz-gelben Bundesregierung stellten. Ein bedeutender Wirtschaftszweig ist für Mecklenburg-Vorpommern die Windenergie. Der Windkraftanlagen-Hersteller Nordex ist das umsatzstärkste Unternehmen des Landes. Im Juni 2010 waren 1.348 Windkraftanlagen in Betrieb; ab 2014 ist ein zweiter Offshore-Windpark in der Ostsee – Arcadis Ost 1 – geplant (70 Windkraftanlagen, 350 MW). Entsprechend waren die erneuerbaren Energien wichtige Themen in den Programmen der meisten Parteien.
Im Bereich Wirtschaftspolitik lag der Schwerpunkt des SPD-Programms auf den erneuerbaren Energien. Bis 2020 sollte Mecklenburg-Vorpommern seinen Strom vollständig aus Photovoltaik, Bioenergieerzeugung aus Abfällen sowie Windenergie produzieren und darüber hinaus Strom exportieren. So könnten 20.000 neu qualifizierte und gut bezahlte Arbeitsplätze entstehen. Motor der Energiewende und einer Rekommunalisierung der Versorgungsnetzwerke seien die Stadtwerke. Die Sozialdemokraten waren gegen die unterirdische CO2-Speicherung und gegen zusätzliche Transporte von radioaktiven Reststoffen nach Lubmin.
Für die CDU hatte eine stabile und bezahlbare Energieversorgung Vorrang. Diese sollte durch einen ausgewogenen Energiemix garantiert werden. Ergänzt werden sollte die Energiepolitik durch Grüne Gentechnik, um den Anbau von entsprechenden Energiepflanzen zu unterstützen. Im Zwischenlager Lubmin sollte nicht länger als bis 2039 atomarer Müll gelagert werden.
Die Linke wollte Unabhängigkeit von Energiemonopolen schaffen und die demokratischen Kontrollmöglichkeiten der Bürger erhöhen. Deshalb setzte sie auf eine sich überwiegend in öffentlicher Hand befindende dezentrale Energiewirtschaft. Das Ziel einer 100-prozentigen Versorgung aus erneuerbaren Energien sollte bis 2020 erreicht sein. Weitere Atommüll-Transporte nach Lubmin und eine unterirdische CO2-Lagerung lehnten die Linken ab.
Energiepolitisch sprach sich die FDP für einen Energiemix, also auch für Kernenergie, aus und bekannte sich zum Zwischenlager Nord in Lubmin. Die regenerativen Energien wollte die FDP vor allem in Form der Windkraft fördern und setzte besonders auf Offshore-Anlagen in der Ostsee. Eine weitere „Verspargelung“ der Landschaft, also den Bau von Windkrafträdern an Land, gegen den Bürgerwillen lehnten die Liberalen ab. Die FDP unterstützte das Forschungsprojekt Wendelstein 7-X zur zukünftigen Energiegewinnung durch Kernfusion. Als einzige der etablierten Parteien wollte die FDP eine Nutzung der CO2-Speicherung fördern.
Die Grünen widmeten der Energiepolitik die ersten 14 Seiten ihres Wahlprogramms, die auch für die Wirtschafts- und Arbeitspolitik von entscheidender Bedeutung sei. Nach Meinung von Bündnis 90/Die Grünen hätte Mecklenburg-Vorpommern bis 2015 als erstes Bundesland seinen gesamten Strombedarf aus regenerativen Energien decken können. Sie wehrten sich gegen neue Atommüll-Transporte ins Zwischenlager Nord bei Lubmin. Die Grünen wollten sich beim Netzausbau für Erdkabel einsetzen und die Mindestgröße von Windparks von 75 auf 30 Hektar verringern.

### Bildung und Familie
Von sämtlichen Parteien wurde die Bildungspolitik als eines der Hauptthemen des Wahlkampfes genannt.
Die SPD wollte das gemeinsame Lernen von sechs auf acht Schuljahre ausweiten. Die Sozialdemokraten wollten im Falle eines Wahlsiegs unter anderem ein kostenloses Mittagessen für alle Kinder in Kitas einführen, zudem war eine deutliche Senkung der Elternbeiträge für Krippenkinder vorgesehen. Familien sollte deutlich entlastet werden und in der nächsten Legislaturperiode 40 Millionen Euro zusätzlich für die Familienförderung zur Verfügung stehen.
Der Schwerpunkt des Programms der CDU lag auf der Stärkung der beruflichen Bildung. Strukturveränderungen im Regelschulsystem und die Idee einer Einheitsschule mit gemeinsamem Lernen bis zur achten Klasse lehnte die CDU ab, das Gymnasium sei bewährt und müsse erhalten werden. Zudem setzte sich die Union für konfessionellen Unterricht an den Schulen und die Einführung von Kopfnoten für Ordnung und Betragen ein. Von anderen Parteien unterscheidet sich das bildungspolitische Programm der Union unter anderem durch patriotische Forderungen: So sollte es eine Kindergartenpflicht für alle Kinder ab einem Alter von drei Jahren geben, deren Eltern kein Deutsch sprechen, alle Schulen und sonstigen öffentlichen Gebäude sollten jeden Tag beflaggt werden und Schüler sollten das Mecklenburg- und das Pommernlied lernen. Auf Kritik stieß die CDU-Forderung, ein Kopftuchverbot für Lehrerinnen zu erlassen, da bisher kein einziger solcher Fall bekannt geworden sei.
Ein zentrales Thema der Linken war die Sicherung eines flächendeckenden Bildungsangebots mit staatlichen Schulen, um für mehr Chancengleichheit in der Bildung zu sorgen. Das wichtigste bildungspolitische Vorhaben sei die Einführung eines kostenlosen Mittagessens für alle Grundschüler. Die Kosten dafür sollten rund sieben Millionen Euro pro Jahr betragen. Wie die SPD wollte Die Linke einen gemeinsamen Unterricht mindestens bis einschließlich der achten Klasse. Bis 2016 sollten jährlich mindestens 250 junge Lehrkräfte eingestellt werden. Die Bildungspolitik sollte bundesweit koordiniert werden.
Die FDP sprach sich, wie die CDU, gegen strukturelle Änderungen des derzeitigen Schulsystems aus. Die FDP plante nicht, mehr Geld in die staatlichen Schulen zu investieren, sondern setzte auf die Konkurrenz zwischen staatlichen und privaten Schulen.
In der Bildungspolitik setzten sich Bündnis 90/Die Grünen für ein längeres gemeinsames Lernen bis zum ersten Abschluss nach der zehnten Klasse ein und schlugen vor, dass Schulen selbst entscheiden könnten, ob sie gemeinsames Lernen bis Klasse neun ermöglichen. Nach Vorstellungen der Grünen müsse der Bund an der Finanzierung der Bildungspolitik beteiligt werden. Die Elternbeiträge in Kitas sollten vollständig über Steuern finanziert werden, Elternbeiträge sollten deshalb ganz abgeschafft werden.
Die NPD setzte sich für ein bundeseinheitliches Bildungssystem sowie für die Kostenfreiheit von Schule und Ausbildung ein. Um der „Verrohung der Jugend“ entgegenzuwirken, forderte die Partei eine einheitliche Schulkleidung.

### Verkehr
Die SPD sprach sich klar für den umstrittenen Ausbau der Bundesstraße 96n auch auf Rügen sowie für die Weiterführung der Bundesautobahn 14 aus. Weniger umstritten waren der von den Sozialdemokraten unterstützte Ausbau der Bahnstrecke Berlin-Rostock und der Bau der Darßbahn, die 2016 bis Zingst verkehren sollte. Die Sozialdemokraten forderten das Ende von Subventionen für Flughäfen, die am jeweiligen Bedarf vorbeigehen.
Für die Christdemokraten stand das Grundrecht auf Mobilität und die Bedeutung guter Straßenverbindungen im Mittelpunkt der verkehrspolitischen Überlegungen. Daraus leiteten sich unter anderem der Einsatz für den Ausbau der B 96n auf Rügen sowie der A 14 von Schwerin nach Magdeburg und die strikte Ablehnung einer Pkw-Maut ab.
Für die Linke war die Mobilität nicht in erster Linie durch den Ausbau des Straßenverkehrs, sondern durch einen verbesserten Öffentlichen Personennahverkehr zu sichern. Dazu zähle ein landesweites Sozialticket nach dem Vorbild von Brandenburg. Zum Bau der B 96n auf Rügen nahm das Wahlprogramm keine Stellung.
Für die FDP war eine leistungsfähige Verkehrsinfrastruktur vor allem ein bedeutender Standortfaktor. Die Bedürfnisse der Wirtschaft und des Naturschutzes sollten gleichmäßig berücksichtigt werden. Wichtig sei die Verbesserung der Hafen-Hinterlandanbindungen und der Fluss der touristischen Ströme. Der Ausbau der B 96n und der Bau von Umgehungsstraßen wie z. B. in Anklam standen für die Liberalen nicht zur Debatte.
Die Grünen wollten unter anderem den Öffentlichen Personennahverkehr ausbauen, einen integralen Taktfahrplan für den ÖPNV ganz Mecklenburg-Vorpommerns einführen sowie Park and ride und Bike and ride an Bahnhöfen fördern, um auch im ländlichen Raum die Mobilität zu ermöglichen. Für einhellige, teils empörte Ablehnung aller im Landtag vertretenen Parteien sorgte der Vorstoß der Grünen gegen den Bau der Autobahn 14 von Magdeburg nach Schwerin. Nach Vorstellungen der Grünen sollten die veranschlagten 1,3 Milliarden Euro stattdessen in viel dringlichere Bahnvorhaben gesteckt werden. Die vorhandene Bundesstraße sollte dafür zweistreifig ausgebaut werden.

### Landwirtschaft, Umweltschutz, Verbraucherschutz
Landwirtschaftspolitik spielt in dem Agrarland traditionell eine besondere Rolle und geriet nach dem Dioxin-Skandal zu Beginn des Jahres 2011 zusätzlich in den Fokus der Öffentlichkeit. Auseinandersetzungen gab es um die Massentierhaltung, etwa um den Bau der größten Aufzuchtanlage für Säue und Ferkel Europas in Alt Tellin sowie zweier Hähnchenmastanlagen in Gallin-Kuppentin mit 170.000 bzw. 300.000 Mastplätzen oder um den Anbau der gentechnisch veränderten Kartoffel Amflora in Zepkow, dem bisher einzigen kommerziellen Anbaugebiet für Grüne Gentechnik in Deutschland. Proteste führten dazu, dass der Konzern BASF die Amflora 2011 nicht mehr in Mecklenburg-Vorpommern anbauen wollte. Auf fast neun Prozent der landwirtschaftlichen Nutzfläche Mecklenburg-Vorpommerns erfolgt ökologischer Landbau und auf 100.000 Hektar werden nachwachsende Rohstoffe angebaut, so dass es eine relativ starke Lobby für nachhaltige Landwirtschaft gibt.
Ehemals volkseigener Boden in Bundesbesitz sollte nach Vorstellungen der Linken vom Land aufgekauft werden, um Preissteigerungen durch Spekulationen zu verhindern und so die einheimischen Bauern zu schützen.

### Kommunen, ländliche Räume
Die Leistungsfähigkeit der Kommunen sollte nach Vorstellungen der Linken durch eine bessere Finanzzuweisung wieder hergestellt werden.

## Wahlkampf
Da die Sommerferien in Mecklenburg-Vorpommern erst am 14. August endeten und die Wahlstrategen sich nicht viel von großen Auftritten in der Ferienzeit versprachen, gab es nur eine kurze heiße Wahlkampfphase. Weil CDU und SPD gemeinsam in einer Großen Koalition regierten, lieferten sich die beiden Parteien keinen besonders heftigen Wahlkampf. Der „kurze Sommer-Wahlkampf ohne Höhepunkte“ wurde als „müde“, „schleppend“ und „öde wie nie“ beschrieben.
Insgesamt wollten die Parteien etwa 3,4 Millionen Euro für den Wahlkampf ausgeben.

### Auseinandersetzungen um Wahlplakate
Ende Juli 2011 begannen die Parteien mit der Plakatwerbung. Ein Erlass des Innenministeriums vom April 2011 erlaubt es den Kommunen, Stadtkernbereiche im Vorfeld der Landtagswahl von Parteienwerbung freizuhalten. Rostock, Schwerin, Greifswald und andere Gemeinden nutzten diesen Erlass und versuchten, die Plakatierung der Innenstädte wegen der vielen Touristen zu untersagen oder zu begrenzen. Der FDP-Landtagsabgeordnete Toralf Schnur kündigte bereits im Juli 2011 an, die Landtagswahl wegen der Verbote von Wahlplakatierungen durch Kommunen anfechten und für ungültig erklären lassen zu wollen, weil dadurch der politische Wettbewerb verfassungswidrig eingeschränkt und die Freiheit der Wahl gefährdet sei. Ein Plakatverbot für die Innenstadt von Schwerin wurde gerichtlich aufgehoben, für Wolgast, Eggesin und Löcknitz wies das Verwaltungsgericht Greifswald Beschwerden von FDP und NPD gegen die Beschränkung der Wahlwerbung dagegen zurück. Im nahe der polnischen Grenze gelegenen Löcknitz hatte sich die NPD nicht an die vorgesehenen Wahlwerbeflächen gehalten und den ganzen Ort plakatiert.
Für ungewöhnlich viel, sogar bundesweite Aufmerksamkeit sorgte ein Plakat der CDU mit dem Slogan „C wie Zukunft“. Die Reaktionen waren überwiegend kritisch bis spöttisch.
Die NPD agitierte auf Wahlplakaten nahe der polnischen Grenze aggressiv gegen Polen.

### Rechtsextremismus als Thema im Wahlkampf
Die NPD versuchte im September 2010, wie schon in früheren Wahlkämpfen, kostenlose CDs mit dem Titel „Freiheit statt BRD“ auf Schulhöfen an Kinder und Jugendliche zu verteilen. Die Bundesprüfstelle für jugendgefährdende Medien setzte die CD jedoch auf die Liste der jugendgefährdenden Medien.
Als Leitmotiv für den Landtagswahlkampf der SPD wurde die Satirefigur Storch Heinar bestimmt, die von den Jusos in Mecklenburg-Vorpommern geschaffen wurde, um die bei Rechtsextremisten beliebte Kleidermarke Thor Steinar zu karikieren.
Die Amadeu Antonio Stiftung organisierte unter dem Motto „Kein Ort für Neonazis“ eine Kampagne zur Verhinderung eines Wiedereinzugs der NPD in den Landtag. Unterstützt wurde sie unter anderem von Innenminister Lorenz Caffier, der Landtagsfraktion der Linkspartei, den Gewerkschaften, Kirchen, dem Landesjugendring Mecklenburg-Vorpommern, Hansa Rostock und dem NPD-Blog. In den Wahlkampf griffen auch der DGB sowie die Unternehmensverbände mit einer gemeinsamen Broschüre ein, in der sie die Präsenz der NPD im Landtag für einen Imageverlust des Landes Mecklenburg-Vorpommern verantwortlich machten, der einen Standortnachteil darstelle und unmittelbare negative Folgen für die Wirtschaft habe.

### Gewalttaten vor der Wahl
In den Monaten vor der Wahl kam es zu einer Serie von Anschlägen auf Büros von Landespolitikern, denen nachts mit Steinwürfen die Fensterscheiben eingeschlagen wurden. Vom Jahresbeginn bis Mitte Juli 2011 wurden 18 Mal Niederlassungen von Politikern der Linken, jeweils zehn Mal Büros von SPD und CDU sowie einmal ein Büro der Grünen angegriffen. 2010 gab es 44 solcher Übergriffe. Die Polizei vermutete Täter aus der rechten Szene. 2010 ermittelte die Schweriner Staatsanwaltschaft gegen den stellvertretenden NPD-Landesvorsitzenden David Petereit, der auf seiner Internetseite zu „Besuchen“ der Parteibüros aufgerufen und deren Adressen aufgelistet hatte. Ende Juli 2011 brach die Anschlagsserie plötzlich ab.
Mehrfach kam es vor der Landtagswahl zu Schlägereien zwischen linken und rechten Jugendlichen, etwa in Rostock, Greifswald, Stralsund und Bad Kleinen. In Rostock wurde der NPD-Landtagsabgeordnete Raimund Borrmann in einem Restaurant von drei Vermummten angegriffen.

### Fernsehwahlkampf
Am 30. August 2011 kam es zwischen Erwin Sellering (SPD) und Lorenz Caffier (CDU) zu einem Fernsehduell im NDR. Die Linke kritisierte, dass nur die Spitzenkandidaten der beiden Koalitionsparteien, nicht aber Helmut Holter als Vertreter der größten Oppositionspartei eingeladen worden waren. Die beiden Spitzenkandidaten betonten in dem TV-Duell vor allem Gemeinsamkeiten, Streitpunkte gab es kaum.

### Wahlkampf im Internet
Auf der von der Landeszentrale für politische Bildung geförderten Internetplattform abgeordnetenwatch hatten die Wähler die Gelegenheit, Politikern Fragen zu stellen. Die CDU und die NPD boykottierten oder ignorierten diese Möglichkeit der Kommunikation jedoch ebenso wie den interaktiven „Kandidatencheck“ des NDR.

### Koalitionsabsichten
Da die Umfragen darauf hindeuteten, dass sich die SPD aller Wahrscheinlichkeit nach den Koalitionspartner würde aussuchen können, geriet die Koalitions-Frage zur wichtigsten im Wahlkampf.
Als Regierungsoption kam für die Sozialdemokraten entweder eine Fortführung der Großen Koalition mit der CDU oder eine Neuauflage eines rot-roten Bündnisses mit der Linkspartei in Frage. Nach den letzten Umfrageergebnissen vor der Wahl erschien auch eine rot-grüne oder eine rot-rot-grüne Koalition als rechnerisch mögliche, jedoch unwahrscheinliche Option. Die Sozialdemokraten gingen stets davon aus, erneut stärkste Kraft in Mecklenburg-Vorpommern zu werden. Erwin Sellering vermied eine Festlegung auf einen Koalitionspartner; Beobachter erwarteten jedoch die Fortsetzung der Großen Koalition.
Die CDU gab als Ziel aus, stärkste Fraktion werden und den Ministerpräsidenten stellen zu wollen. Angesichts des stabilen Vorsprungs der SPD in Umfragen gab sie in den Wochen vor der Wahl jedoch zunehmend zu erkennen, dass sie die Große Koalition auch als Juniorpartner fortführen wolle. Zudem stellte sich für die CDU das Problem, dass es aller Wahrscheinlichkeit nach zu einer rot-roten Koalition kommen würde, sollte die Union stärkste Kraft im Landtag werden. Im September 2010 erwog Caffier noch eine schwarz-grüne Koalition, sollten Bündnis 90/Die Grünen die Fünf-Prozent-Hürde überspringen und in den Landtag einziehen. Auf dem Landesparteitag übernahm er aber die inzwischen in der Union übliche Bezeichnung der Grünen als „Dagegen-Partei“. Koalitionen mit der NPD und mit der Linken schloss er frühzeitig aus.
Auch Die Linke kündigte frühzeitig an, stärkste Kraft im Landtag werden und den Ministerpräsidenten stellen zu wollen. Dies wäre der erste Ministerpräsident der Linken gewesen, nachdem es von 1998 bis 2006 in Mecklenburg-Vorpommern bereits die erste rot-rote Koalition in einem deutschen Bundesland gab. Die Linke sah eine Annäherung der Sozialdemokraten an ihre Positionen, so dass die SPD wieder als möglicher Koalitionspartner gehandelt wurde. Das Wahlprogramm der Linken wurde als gute Grundlage für eine rot-rote Koalition gewertet, die Linke mit diesem Programm gegenüber der SPD zu profilieren, galt hingegen als problematisch.
Die Bündnisgrünen wollten den Wahlkampf allein auf Inhalte bezogen und ohne Koalitionsaussage bestreiten. Die Spitzenkandidatin Gajek sprach sich allerdings gegen eine Zusammenarbeit mit der Linken aus. Suhr betonte, dass die Positionen von CDU und Grünen in vielen Punkten sehr weit auseinanderlägen, und trat somit Überlegungen des CDU-Spitzenkandidaten Caffier über eine mögliche schwarz-grüne Koalition entgegen. Beobachter gingen davon aus, dass die Parteibasis eine rot-rot-grüne Koalition präferierte. Kurz vor der Wahl brachten grüne Bundespolitiker angesichts günstiger Umfragewerte erstmals die Möglichkeit einer rot-grünen Koalition in Spiel, die zuvor nicht als realistische Option angesehen worden war.
Auf die Frage nach der gewünschten Koalition antworteten die Befragten in Umfragen:
| Institut                                    | Datum      | SPD/CDU | SPD/Linke | SPD/Grüne | CDU/FDP | Nichts davon/ keine Angabe |
| ------------------------------------------- | ---------- | ------- | --------- | --------- | ------- | -------------------------- |
| Infratest dimap (Mehrfachnennungen möglich) | 25.08.2011 | 54 %    | 37 %      | 38 %      | 19 %    | –                          |
| Infratest dimap                             | 17.08.2011 | 59 %    | 35 %      | n. a.     | n. a.   | 6 %                        |
| Infratest dimap (Mehrfachnennungen möglich) | 29.06.2011 | 61 %    | 37 %      | 48 %      | 25 %    | 5 %                        |
| Infratest dimap                             | 13.04.2011 | 54 %    | 38 %      | ?         | ?       | 5 %                        |
| Emnid                                       | 03.03.2011 | 28 %    | 24 %      | 18 %      | 14 %    | 16 %                       |

## Ergebnis
Bei der Wahl traten 16 Parteien an. Die Landtagswahl hatte folgendes Ergebnis:

Wahlkreismehrheiten (Erststimmen) nach Parteien

| Listen                    | Listen            | Erststimmen | Erststimmen | Erststimmen | Erststimmen | Zweitstimmen | Zweitstimmen | Zweitstimmen | Zweitstimmen | Mandate | Mandate |
| Listen                    | Listen            | Stimmen     | %           | +/-         | Mandate     | Stimmen      | %            | +/-          | Mandate      | Anzahl  | +/-     |
| ------------------------- | ----------------- | ----------- | ----------- | ----------- | ----------- | ------------ | ------------ | ------------ | ------------ | ------- | ------- |
|                           | SPD               | 240.368     | 35,3        | +5,2        | 24          | 242.251      | 35,6         | +5,3         | 3            | 27      | +4      |
|                           | CDU               | 181.988     | 26,7        | –4,3        | 12          | 156.969      | 23,0         | –5,7         | 6            | 18      | –4      |
|                           | LINKE             | 126.960     | 18,7        | +0,7        | –           | 125.528      | 18,4         | +1,6         | 14           | 14      | +1      |
|                           | GRÜNE             | 56.006      | 8,2         | +4,9        | –           | 59.004       | 8,7          | +5,3         | 7            | 7       | +7      |
|                           | NPD               | 39.613      | 5,8         | –1,2        | –           | 40.642       | 6,0          | –1,4         | 5            | 5       | –1      |
|                           | FDP               | 22.054      | 3,2         | –5,4        | –           | 18.943       | 2,8          | –6,8         | –            | –       | –7      |
|                           | PIRATEN           | 1.141       | 0,2         | N/A         | –           | 12.727       | 1,9          | N/A          | –            | –       | –       |
|                           | FAMILIE           | 1.192       | 0,2         | +0,2        | –           | 10.538       | 1,5          | +0,4         | –            | –       | –       |
|                           | FREIE WÄHLER      | 10.038      | 1,5         | N/A         | –           | 7.782        | 1,1          | N/A          | –            | –       | –       |
|                           | Die PARTEI        | –           | –           | N/A         | –           | 1.669        | 0,2          | N/A          | –            | –       | –       |
|                           | AB                | –           | –           | N/A         | –           | 1.493        | 0,2          | N/A          | –            | –       | –       |
|                           | AUF               | 270         | 0,0         | N/A         | –           | 1.133        | 0,2          | N/A          | –            | –       | –       |
|                           | APD               | –           | –           | N/A         | –           | 868          | 0,1          | N/A          | –            | –       | –       |
|                           | PBC               | –           | –           | –0,1        | –           | 651          | 0,1          | –0,1         | –            | –       | –       |
|                           | ÖDP               | –           | –           | N/A         | –           | 598          | 0,1          | N/A          | –            | –       | –       |
|                           | REP               | –           | –           | N/A         | –           | 579          | 0,1          | N/A          | –            | –       | –       |
|                           | Einzelbewerber    | 1.054       | 0,2         | N/A         | –           | –            | –            | N/A          | –            | –       | –       |
| Gesamt                    | Gesamt            | 680.684     | 100         |             | 36          | 681.375      | 100          |              | 35           | 71      | –       |
|                           |                   |             |             |             |             |              |              |              |              |         |         |
| Ungültige Stimmen         | Ungültige Stimmen | 27.427      | 3,9         | +1,4        |             | 26.736       | 3,8          | +1,5         |              |         |         |
| Wähler                    | Wähler            | 708.111     | 51,5        | -7,6        |             | 708.111      | 51,5         | -7,6         |              |         |         |
| Wahlberechtigte           | Wahlberechtigte   | 1.373.932   |             |             |             | 1.373.932    |              |              |              |         |         |
|                           |                   |             |             |             |             |              |              |              |              |         |         |
| Quelle: Statistisches Amt |                   |             |             |             |             |              |              |              |              |         |         |

### Nachwahl im Wahlkreis 33
Auf Grund des Todes des CDU-Direktkandidaten Udo Timm wurde die Wahl im Wahlkreis 33 (Rügen I) auf den 18. September 2011 verschoben. Die CDU nominierte Thomas Gens nach, schloss diesen aber am 5. September 2011 aus der Partei aus bzw. widerrief seine Parteiaufnahme, nachdem bekannt wurde, dass er von 1998 bis 2002 Funktionär der rechtsextremen DVU gewesen war. Die CDU rief dazu auf, Gens nicht zu wählen.
Vor der Nachwahl wurden verschiedene Szenarien von Verschiebungen des Wahlergebnisses diskutiert. Die Grünen konnten nach Berechnungen im Vergleich zum vorläufigen Ergebnis vom 4. September ein Mandat zu Ungunsten der NPD oder der SPD hinzugewinnen. Die Linke rief dazu auf, bei der Nachwahl die Grünen zu wählen, um die Sitzzahl der NPD zu verringern. Hätte die FDP oder eine andere nicht im Parlament vertretene Partei das Direktmandat im Wahlkreis 33 gewonnen, hätte sich die Anzahl der über Zweitstimmen verteilten Mandate verringert, was ebenfalls zu Lasten der SPD oder der NPD gegangen wäre.
Letztlich verlor die SPD-Politikerin Susann Wippermann ihr Mandat an die Grünen, die nunmehr mit Jutta Gerkan mit sieben Abgeordneten im Parlament vertreten waren. Weiterhin verlor die SPD-Politikerin Dagmar Kaselitz ihr Mandat an ihren Parteigenossen Ingulf Donig, da dieser mit den meisten gültigen Erststimmen das Direktmandat für seinen Wahlkreis gewann.

## Wahlanalyse
Die regierende SPD wurde mit einem Stimmenanteil von 35,6 Prozent wieder stärkste Kraft. Dank starker Zugewinne von 5,4 Prozentpunkten konnte sie ihren Abstand zum bisherigen Juniorpartner CDU zudem deutlich ausbauen. Ministerpräsident Erwin Sellering (SPD) erreichte einen hohen Zufriedenheitswert von 79 Prozent, bei einer Direktwahl hätte er 74 Prozent der Wählerstimmen erhalten. Sellering wurde für sympathischer (70 Prozent), führungsstärker (66 Prozent), glaubwürdiger und bürgernäher (jeweils 60 Prozent) gehalten als sein Herausforderer Caffier. Auch waren die befragten Wahlberechtigten im Gegensatz zu den vorangegangenen Wahlperioden erstmals mehrheitlich mit der Arbeit der Landesregierung zufrieden. Der SPD wurde in den Bereichen Wirtschafts-, Bildungs- und Familienpolitik eine höhere Kompetenz zuerkannt als der CDU und beim Thema soziale Gerechtigkeit für kompetenter gehalten als Die Linke. Bei der Frage, welche Partei am besten zu Mecklenburg-Vorpommern passe, erhielt die SPD mit 73 Prozent den höchsten Wert.
Die CDU verlor 5,7 Prozentpunkte und erreichte nur noch einen Stimmenanteil von 23 Prozent. Es handelte sich damit um das historisch schlechteste Landtagswahlergebnis für die CDU in Mecklenburg-Vorpommern. Die Wahlforschung sah als Hauptgrund die allgemeine Unzufriedenheit mit der Arbeit der damaligen Bundesregierung, die bei den Wahlberechtigten in Mecklenburg-Vorpommern 74 Prozent ausmachte. Auch in der Landespolitik konnte die CDU als Juniorpartner die Erfolge in der Regierungsarbeit nicht für sich nutzen, da diese von den Wählern eher mit der SPD in Verbindung gebracht wurden. Lediglich 41 Prozent der Wahlberechtigten waren mit der Arbeit des CDU-Spitzenkandidaten Lorenz Caffier zufrieden. Nur zwölf Prozent hielten Caffier für führungsstärker als Sellering, jeweils elf Prozent für sympathischer und glaubwürdiger sowie zehn Prozent für bürgernäher. Bei einer Direktwahl des Ministerpräsidenten hätten sich nur 14 Prozent für Caffier entschieden, selbst von den CDU-Wählern wäre er nur mit einer knappen Mehrheit von 48 Prozent gewählt worden, während sich immerhin 43 Prozent der CDU-Wähler für Sellering entschieden hätten. Der Wahlspruch „C wie Zukunft“, der auf Caffiers Namen anspielen sollte, galt als umstritten und wenig geglückt.
Die Linke konnte leicht auf 18,4 Prozent zulegen. Dass die Partei keine stärkeren Zugewinne erreichte, wurde auch in den eigenen Reihen mit der anhaltenden Uneinigkeit auf Bundesebene begründet, insbesondere die Kommunismus-Debatte sowie die Diskussionen über den Brief an Fidel Castro und die Würdigung der Todesopfer an der Berliner Mauer. 70 Prozent der Wahlberechtigten waren der Auffassung, dass Die Linke zu zerstritten sei, um ernsthaft Politik mitgestalten zu können. Mit der politischen Arbeit des Spitzenkandidaten Helmut Holter waren 37 Prozent der Wahlberechtigten zufrieden.
Bündnis 90/Die Grünen konnten mit einem Stimmenanteil von 8,7 Prozent ihren Wert der Vorwahl weit mehr als verdoppeln. Es handelt sich um das bisher beste Ergebnis in einem ostdeutschen Land (ohne Berlin). Die Partei konnte damit die Serie gewonnener Landtagswahlen fortsetzen und zum ersten Mal in den Schweriner Landtag einziehen. Die Grünen waren dadurch erstmals in allen deutschen Länderparlamenten vertreten (bis zur Landtagswahl in Mecklenburg-Vorpommern 2016), als einzige Partei neben den Unionsparteien und der SPD.
Die FDP erreichte nur noch 2,7 Prozent und verlor damit mehr als zwei Drittel ihres Stimmenanteils. Nach nur einer Wahlperiode im Schweriner Landtag verpasste die Partei damit klar den Wiedereinzug. Die Gründe für die dramatischen Verluste sehen Wahlforscher darin, dass sich die Landes-FDP nicht gegen den sehr schlechten Bundestrend behaupten konnte, da die meisten Wähler mit der Arbeit der schwarz-gelben Koalition auf Bundesebene unzufrieden waren. Die große Mehrheit der Wahlberechtigten meinte, dass der FDP gute Politiker an der Spitze fehlten (81 Prozent) und dass sie zu zerstritten sei, um ernsthaft Politik mitgestalten zu können (73 Prozent).
Die rechtsextreme NPD kam auf sechs Prozent und schaffte damit trotz leichter Verluste zum zweiten Mal in Folge den Einzug in den Landtag. Vor allem in strukturschwachen ländlichen Gebieten Vorpommerns erreichte die NPD überdurchschnittlich hohe Werte. Wahlforscher sprachen davon, dass sich hier bereits eine gewisse Stammwählerschaft gebildet habe. 86 Prozent aller Wahlberechtigten waren der Auffassung, dass sich die NPD ernsthaft um die Probleme vor Ort kümmere. 82 Prozent der NPD-Wähler waren nicht zufrieden mit der Demokratie, 62 Prozent hielten sich für Verlierer der Entwicklung im Land. Den höchsten Stimmenanteil erhielt die NPD mit 17 Prozent bei männlichen Erstwählern und mit 18 Prozent bei Arbeitslosen.

## Regierungsbildung
Zweieinhalb Wochen nach der Landtagswahl und nach Sondierungsgesprächen mit CDU und der Linken gab Ministerpräsident Erwin Sellering bekannt, mit den Christdemokraten in Koalitionsgespräche zu treten. Der Koalitionsvertrag wurde am 24. Oktober 2011 nach dreiwöchigen Verhandlungen unterzeichnet.